# Chiton marmoratus
Chiton marmoratus är en blötdjursart som beskrevs av Gmelin 1791. Chiton marmoratus ingår i släktet Chiton och familjen Chitonidae. Inga underarter finns listade i Catalogue of Life.